# Marie Höljer
Anna Marie Höljer-Serra, née le 22 octobre 1965 à Ramnäs, est une coureuse cycliste suédoise.

## Biographie
En 1988, elle est 7e de la course en ligne des Jeux olympiques de Séoul et en 1992, elle est 9e de la course en ligne des Jeux olympiques de Barcelone.

## Palmarès sur route[1]

### Palmarès par années
- 1983
  - 2e du championnat de Suède sur route
- 1984
  -  Championne de Suède du contre-la-montre
- 1990
  - 5e du championnat du monde du contre-la-montre par équipes
- 1991
  -  Championne de Suède du contre-la-montre
  - 10e du championnat du monde du contre-la-montre par équipes
- 1992
  - 3e du championnat de Suède sur route
- 1993
  - 3e du championnat de Suède sur route
- 1994
  - 2e du championnat de Suède sur route
- 1995
  - 2e du championnat de Suède sur route
  - 2e du championnat de Suède du contre-la-montre
- 1996
  - 2e du championnat de Suède sur route
  - 3e du championnat de Suède du contre-la-montre
- 1997
  - Östgötaloppet
  - 2e du championnat de Suède sur route
  - 2e du championnat de Suède du contre-la-montre
- 1998
  - 2e du championnat de Suède sur route
  - 3e du championnat de Suède du contre-la-montre
  - 3e de Sea Otter Classic
- 1999
  - 3e du championnat de Suède sur route
  - 3e du championnat de Suède du contre-la-montre
- 2000
  - 2e du championnat de Suède du contre-la-montre